# Чубук, Ион Кондратьевич
Ио́н Кондра́тьевич Чубу́к (рум. Ion Ciubuc; 29 мая 1943, с. Ходороуцы, Окницкий район, Молдавская ССР, СССР — 29 января 2018, Кишинёв, Республика Молдова) — молдавский политический и государственный деятель, бывший премьер-министр Республики Молдова.

## Биография
Ион Чубук родился в селе Ходороуцы Окницкого района. В 1970 году окончил Одесский сельскохозяйственный институт, по специальности — агроном-экономист. Работал на различных руководящих должностях в экономических единицах и в государственных органах.
С 1984 года по 1986 был первым заместителем председателя Государственного комитета планирования Молдавской ССР. В 1986—1989 гг. работал заведующим отделом Научно-исследовательского института в области сельского хозяйства, а до 1990 года — заместителем председателя Агропромышленного союза Молдавской ССР. В 1990—1991 гг. был первым заместителем министра национальной экономики МССР. С марта 1991 по сентябрь 1991 г. — первым заместителем премьер-министра, постоянным представителем Правительства МССР при кабинете министров СССР.
С сентября 1992 по апрель 1994 года — первый заместитель министра иностранных дел Республики Молдова. С апреля 1994 года по декабрь 1994 года работал первым заместителем министра экономики Республики Молдова. Имел учёную степень доктора экономических наук.
С 27 декабря 1994 по 6 марта 1997 года — Председатель Счётной палаты Республики Молдова.
С 25 января 1997 по 12 марта 1999 года — Премьер-министр Республики Молдова.
С 30 июля 1999 по 18 мая 2000 года — член Счётной палаты Республики Молдова.
Скончался 29 января 2018 года в Кишинёве.

## Первое правительство Чубука
| Должность                                                                  | Имя               | Партия       | Дата назначения | Дата освобождения |
| -------------------------------------------------------------------------- | ----------------- | ------------ | --------------- | ----------------- |
| Премьер-министр                                                            | Ион Чубук         | АДР          | 25 января 1997  | 9 апреля 1998     |
| Премьер-министр                                                            | Ион Чубук (и. о.) | АДР          | 9 апреля 1998   | 22 мая 1998       |
| Вице-премьер-министры                                                      |                   |              |                 |                   |
| Вице-премьер-министр, Министр экономики и реформ                           | Ион Гуцу          | АНМ          | 25 января 1997  | 22 мая 1998       |
| Вице-премьер-министр                                                       | Валерий Булгарь   | АДПМ         | 25 января 1997  | 22 мая 1998       |
| Министры                                                                   |                   |              |                 |                   |
| Государственный министр                                                    | Николай Черномаз  | Беспартийные | 25 января 1997  | 22 мая 1998       |
| Министр иностранных дел                                                    | Михаил Попов      | Беспартийные | 25 января 1997  | 24 июля 1997      |
| Министр иностранных дел                                                    | Николай Тэбэкару  | Беспартийные | 28 июля 1997    | 22 мая 1998       |
| Министр промышленности и коммерции                                         | Григорий Трибой   | Беспартийные | 25 января 1997  | 28 мая 1997       |
| Министр промышленности и коммерции                                         | Георгий Куку      | Беспартийные | 28 мая 1997     | 22 мая 1998       |
| Министр финансов                                                           | Валерий Кицан     | Беспартийные | 25 января 1997  | 22 мая 1998       |
| Министр сельского хозяйства и продовольствия                               | Георгий Лунгу     | Беспартийные | 25 января 1997  | 22 мая 1998       |
| Министр транспорта и дорожного хозяйства                                   | Василий Иовв      | Беспартийные | 25 января 1997  | 22 мая 1998       |
| Министр связи и информатики                                                | Ион Касьян        | Беспартийные | 25 января 1997  | 22 мая 1998       |
| Министр приватизации и управления государственного имущества               | Вячеслав Чобану   | Беспартийные | 25 января 1997  | 10 июня 1997      |
| Министр приватизации и управления государственного имущества               | Юрий Бадыр        | Беспартийные | 10 июня 1997    | 22 мая 1998       |
| Министр территориального развития, строительства и коммунального хозяйства | Михаил Северован  | ЛП           | 25 января 1997  | 22 мая 1998       |
| Министр просвещения, молодёжи и спорта                                     | Якоб Попович      | Беспартийные | 25 января 1997  | 22 мая 1998       |
| Министр культуры                                                           | Геннадий Чобану   | Беспартийные | 25 января 1997  | 22 мая 1998       |
| Министр труда, социальной защиты и семьи                                   | Дмитрий Ниделку   | Беспартийные | 25 января 1997  | 22 января 1998    |
| Министр труда, социальной защиты и семьи                                   | Василий Вартик    | Беспартийные | 22 января 1998  | 22 мая 1998       |
| Министр здравоохранения                                                    | Михай Магдей      | Беспартийные | 25 января 1997  | 22 мая 1998       |
| Министр юстиции                                                            | Василий Стурза    | Беспартийные | 25 января 1997  | 22 мая 1998       |
| Министр национальной безопасности                                          | Фёдор Ботнару     | Беспартийные | 25 января 1997  | 22 мая 1998       |
| Министр внутренних дел                                                     | Михаил Плэмэдялэ  | Беспартийные | 25 января 1997  | 22 мая 1998       |
| Министр обороны                                                            | Валерий Пасат     | Беспартийные | 25 января 1997  | 22 мая 1998       |
| Члены правительства по должности                                           |                   |              |                 |                   |
| Башкан Гагаузии                                                            | Георгий Табунщик  | ПКРМ         | 4 февраля 1997  | 22 мая 1998       |

## Второе правительство Чубука
| Должность                                                                  | Имя                  | Партия       | Дата назначения | Дата освобождения |
| -------------------------------------------------------------------------- | -------------------- | ------------ | --------------- | ----------------- |
| Премьер-министр                                                            | Ион Чубук            | АДР          | 22 мая 1998     | 1 февраля 1999    |
| Премьер-министр                                                            | Ион Чубук (и. о.)    | АДР          | 1 февраля 1999  | 12 марта 1999     |
| Вице-премьер-министры                                                      |                      |              |                 |                   |
| Вице-премьер-министр, Министр экономики и реформ                           | Ион Стурза           | АДР          | 22 мая 1998     | 12 марта 1999     |
| Вице-премьер-министр                                                       | Валентин Долганюк    | ХДНП         | 22 мая 1998     | 12 марта 1999     |
| Вице-премьер-министр                                                       | Олег Стратулат       | Беспартийные | 22 мая 1998     | 12 марта 1999     |
| Вице-премьер-министр                                                       | Николай Андроник     | Беспартийные | 22 мая 1998     | 12 марта 1999     |
| Министры                                                                   |                      |              |                 |                   |
| Государственный министр                                                    | Николай Черномаз     | Беспартийные | 22 мая 1998     | 12 марта 1999     |
| Министр иностранных дел                                                    | Николай Тэбэкару     | Беспартийные | 22 мая 1998     | 12 марта 1999     |
| Министр промышленности и коммерции                                         | Ион Тэнасе           | Беспартийные | 22 мая 1998     | 12 марта 1999     |
| Министр финансов                                                           | Анатолий Арапу       | Беспартийные | 22 мая 1998     | 12 марта 1999     |
| Министр сельского хозяйства и перерабатывающей промышленности              | Валерий Булгарь      | АДПМ         | 22 мая 1998     | 12 марта 1999     |
| Министр транспорта и связи                                                 | Тудор Лянкэ          | Беспартийные | 22 мая 1998     | 12 марта 1999     |
| Министр окружающей среды и благоустройства территории                      | Аркадий Капчеля      | Беспартийные | 22 мая 1998     | 12 марта 1999     |
| Министр территориального развития, строительства и коммунального хозяйства | Михаил Северован     | ЛП           | 22 мая 1998     | 12 марта 1999     |
| Министр просвещения и науки                                                | Анатолий Гримальский | Беспартийные | 22 мая 1998     | 12 марта 1999     |
| Министр культуры                                                           | Геннадий Чобану      | Беспартийные | 22 мая 1998     | 12 марта 1999     |
| Министр труда, социальной защиты и семьи                                   | Владимир Гуриценко   | Беспартийные | 22 мая 1998     | 12 марта 1999     |
| Министр здравоохранения                                                    | Евгений Гладун       | Беспартийные | 22 мая 1998     | 12 марта 1999     |
| Министр юстиции                                                            | Иван Пэдурару        | Беспартийные | 22 мая 1998     | 12 марта 1999     |
| Министр национальной безопасности                                          | Фёдор Ботнару        | Беспартийные | 22 мая 1998     | 12 марта 1999     |
| Министр внутренних дел                                                     | Виктор Катан         | Беспартийные | 22 мая 1998     | 12 марта 1999     |
| Министр обороны                                                            | Валерий Пасат        | Беспартийные | 22 мая 1998     | 12 марта 1999     |
| Члены правительства по должности                                           |                      |              |                 |                   |
| Башкан Гагаузии                                                            | Георгий Табунщик     | ПКРМ         | 22 мая 1998     | 12 марта 1999     |

## Семья
Отец двоих детей.